# Braunsapis vitrea
Braunsapis vitrea är en biart som först beskrevs av Joseph Vachal 1903.  Braunsapis vitrea ingår i släktet Braunsapis och familjen långtungebin. Inga underarter finns listade.